# Qucee
Quentin Correia (Rotterdam, 1 januari 1992), beter bekend onder zijn artiestennaam Qucee, is een Nederlandse youtuber en rapper. Hij vormt samen met Nesim El Ahmadi het duo Supergaande.

## Levensloop
Qucee is de zoon van een Nederlandse moeder en een Kaapverdiaanse vader. Hij groeide op in Spijkenisse. Als rapper was Qucee te gast bij 101Barz. In 2016 startte hij samen met Nesim El Ahmadi het YouTubekanaal Supergaande waar ze doorbraken met het format Supergaande interview, waarbij ze voorbijgangers diverse vragen stelden. Later werd de serie Accepteer de punchline een hit op het kanaal. Naast het YouTube-kanaal van Supergaande heeft Qucee ook een eigen kanaal.
In 2017 en 2019 had Qucee cameo-rollen in de films Misfit en Misfit 2. In 2018 deed Qucee mee als deelnemer van het derde seizoen van de online-televisieserie Het Jachtseizoen van StukTV. Qucee werd na 3 uur en 33 minuten gepakt.
Qucee was van 2020 tot en met 2023 deelnemer aan de YouTube-serie Legends of Gaming NL; in de vier seizoenen waar hij aan meedeed kwam hij niet hoger dan een derde plek. Daarnaast had hij samen met mede-youtuber Emre samen in Legends of Gaming NL een eigen serie, genaamd Rage Cage. Hierin moest Qucee frustrerende games spelen om zijn woede onder controle te krijgen, waarbij Emre hem moest kalmeren aan de hand van door hem zelf gekozen attributen. In 2020 was hij deelnemer aan het AVROTROS-programma The Big Escape.
In het najaar van 2021 was Qucee een van de presentatoren van het BNNVARA-programma Try Before You Die. Datzelfde najaar was hij tevens te zien als panellid in het RTL 5-programma Ranking the Stars.  Sinds het najaar van 2024 is Qucee te zien als presentator van de YouTube-serie Xceptional Player van Red Bull.
In 2025 was Qucee als teamleider te zien in het NPO Start-programma Knockout Champs. Qucee is naast YouTube bijna dagelijks actief op het streaming platform Twitch.

## Privé
Qucee heeft een vaste relatie. Het stel heeft drie kinderen.

## Discografie
Qucee heeft diverse nummers uitgebracht, dikwijls met andere artiesten en rappers.
| Titel              | Artiest(en)                                 | Releasedatum      | Duur |
| ------------------ | ------------------------------------------- | ----------------- | ---- |
| MOB                | Qucee en Nessim El Ahmadi                   | 18 mei 2016       | 2:36 |
| Alles omhoog       | Qucee                                       | 20 april 2017     | 3:45 |
| Pardon doe normaal | Qucee en Nessim El Ahmadi                   | 21 juli 2017      | 2:35 |
| Lekker man         | Qucee en Sam J'taime                        | 10 augustus 2017  | 2:38 |
| Wat nog meer?      | Qucee, Nessim El Ahmadi en Keizer           | 29 september 2017 | 3:34 |
| Rennen voor later  | Qucee                                       | 5 oktober 2017    | 2:58 |
| Trots              | Qucee                                       | 9 november 2017   | 4:05 |
| Accepteren         | Qucee en Nessim El Ahmadi                   | 8 december 2017   | 2:38 |
| Voor jou           | Qucee en Tabitha                            | 26 november 2018  | 3:55 |
| Kijken mag         | Qucee, Nessim El Ahmadi en Afro Bros        | 9 februari 2018   | 2:05 |
| In je Town         | Qucee en Nessim El Ahmadi                   | 9 maart 2018      | 2:41 |
| Duits              | Qucee en Nessim El Ahmadi                   | 2 november 2018   | 2:16 |
| Zieke geest        | Qucee, Nessim El Ahmadi, Ta Joela en RUGGED | 26 april 2019     | 2:29 |
| Kippenvel          | Qucee                                       | 20 augustus 2021  | 2:11 |
| Dankbaar           | Qucee, Machario                             | 21 januari 2022   | 3:00 |
| San Francisco      | Qucee, Ginger                               | 12 augustus 2022  | 2:28 |

## Filmografie
- 2017: Misfit, als armworstelaar
- 2019: Misfit 2, als presentator

## Prijzen
- 2022: The Best Social Award in de categorie Beste Twitcher.[12]
- 2022: #Video Award in de categorie Beste Livestream.[13]
- 2025: FunX Award in de categorie Beste conctent creator.[14]